# Fort-Louis
Fort-Louis (in alsaziano For-Lui,  in tedesco Ludwigsfeste, durante la Convenzione nazionale Fort-Vauban) è un comune francese di 288 abitanti situato nel dipartimento del Basso Reno nella regione del Grand Est.

## Società

### Evoluzione demografica
Abitanti censiti